# Azusa
Azusa är en stad vid foten av San Gabriel Mountains i Los Angeles County i Kalifornien i USA. Azusa, som är beläget längs Route 66, hade 46 678 invånare år 2011.